# Zymne
Zymne (ucraniano: Зи́мне; polaco: Zimno) es un municipio rural y pueblo de Ucrania perteneciente al raión de Volodímir de la óblast de Volinia.
En 2018 el municipio tenía una población de 7599 habitantes, de los que algo menos de mil vivían en la capital municipal y el resto repartidos en 29 pedanías. El municipio fue fundado en 2015 mediante la fusión de los consejos rurales de Zymne, Búbniv, Liótnyche y Selets, a los que se sumaron los de Jmelivka en 2017 y Jobultová en 2018.
Se ubica en la periferia meridional de Volodímir, en la salida de la ciudad de la carretera T0302 que lleva a Horójiv. Junto al pueblo fluye el río Luha.

## Historia
Aunque la tradición local señala que el monasterio que alberga el pueblo existía ya desde los siglos X-XI, lo cierto es que el pueblo no aparece en documentos hasta la década de 1450, cuando el príncipe Švitrigaila cedió el señorío de la zona a Niemira Riazanowicz. Además de albergar el monasterio, el pueblo fue importante durante siglos por hallarse en la salida de Volodímir del camino que llevaba a Leópolis. El señorío perteneció a la familia noble Czartoryski hasta 1724, cuando fue adquirido por la familia noble Czacki.
Tras las Particiones pasó a formar parte del Imperio ruso, que lo integró en la vólost de Mykúlychi del uyezd de Volodímir de la gobernación de Volinia. Antes de la fundación del actual municipio en 2015, Zymne era sede de un consejo rural en el entonces conocido como "raión de Volodímir-Volinski", que únicamente incluía como pedanías a Hórychiv, Oktavyn, Falémychi y Shystiv.